# August 26th
August 26th è il primo mixtape del cantante statunitense Post Malone, pubblicato il 13 maggio 2016 dalla Republic Records sulla piattaforma musicale Datpiff.

## Tracce
1. Never Understand (feat. Larry June) – 4:31
2. Money Made Me Do It (feat. 2 Chainz) – 3:50
3. Git Wit U – 2:24
4. God Damn (feat. FKi 1st) – 3:01
5. Fuck (feat. Jeremih) – 3:34
6. 40 Funk – 4:24
7. Monta (feat. Lil Yachty) – 3:55
8. Hollywood Dreams / Come Down – 5:02
9. Lonely (feat. Jaden Smith e Teo) – 4:15
10. Oh God – 2:51